# اندیس انارو ۱
انارو ۱ یک اندیس فلزی است که در حوالی شهر معلمان استان سمنان قرار دارد و مادهٔ معدنی موجود در آن، سرب و روی است.